# Iwan Gennadjewitsch Nalimow
Iwan Gennadjewitsch Nalimow (russisch Иван Геннадьевич Налимов; * 12. März 1994 in Nowokusnezk) ist ein russischer Eishockeytorwart, der seit Juli 2021 wieder bei Admiral Wladiwostok in der Kontinentalen Hockey-Liga unter Vertrag steht.

## Karriere
Iwan Nalimow stammt aus dem Nachwuchs von Metallurg Nowokusnezk, ehe er während des KHL Junior Draft 2011 vom SKA Sankt Petersburg ausgewählt wurde. Ab 2011 kam er für dessen Juniorenteam SKA-1946 in der Molodjoschnaja Chokkeinaja Liga zum Einsatz und gehörte in der Saison 2012/13 statistisch zu den besten Torhütern der Liga.
2012 gehörte er zum Aufgebot bei der U18-Weltmeisterschaft und belegte dort mit dem Team den fünften Platz. Über den Jahreswechsel 2013/14 vertrat er sein Land bei der U20-Weltmeisterschaft 2014 erstmals auf U20-Niveau und gewann dabei mit der russischen Mannschaft die Bronzemedaille.
Im NHL Entry Draft 2014 wurde er an 179. Position von den Chicago Blackhawks aus der National Hockey League (NHL) berücksichtigt. Anschließend wechselte er zur Saison 2014/15 zu Admiral Wladiwostok und entwickelte sich dort zu einem beständigen Torhüter in der Kontinentalen Hockey-Liga (KHL).
Ab August 2018 spielte er bei Kunlun Red Star, ehe er im November des gleichen Jahres zum HK Awangard Omsk wechselte. Anschließend stand er beim HK Sotschi unter Vertrag, war danach vereinslos und erhielt im Dezember 2020 einen Vertrag bei Dinamo Riga. Dort bestritt er 14 Partien, ehe er im März 2021 einen auf die American Hockey League (AHL) beschränkten Vertrag bei den Rockford IceHogs unterzeichnete, dem Farmteam der Chicago Blackhawks. Dort kam er bis zum Ende der Saison 2020/21 auf fünf Einsätze, bevor er im Juli 2021 zu Admiral Wladiwostok zurückkehrte.

## Erfolge und Auszeichnungen
- 2013 Beste Fangquote (93,1 %) der Molodjoschnaja Chokkeinaja Liga
- 2014 Bronzemedaille bei der U20-Weltmeisterschaft
- 2014 KHL Rookie des Monats Oktober